# Middle Inlet
Middle Inlet es un pueblo ubicado en el condado de Marinette en el estado estadounidense de Wisconsin. En el Censo de 2010 tenía una población de 840 habitantes y una densidad poblacional de 6,29 personas por km².

## Geografía
Middle Inlet se encuentra ubicado en las coordenadas 45°18′8″N 87°56′17″O / 45.30222, -87.93806. Según la Oficina del Censo de los Estados Unidos, Middle Inlet tiene una superficie total de 133.46 km², de la cual 131.32 km² corresponden a tierra firme y (1.6%) 2.13 km² es agua.

## Demografía
Según el censo de 2010, había 840 personas residiendo en Middle Inlet. La densidad de población era de 6,29 hab./km². De los 840 habitantes, Middle Inlet estaba compuesto por el 97.14% blancos, el 0% eran afroamericanos, el 1.07% eran amerindios, el 0.12% eran asiáticos, el 0% eran isleños del Pacífico, el 0% eran de otras razas y el 1.67% pertenecían a dos o más razas. Del total de la población el 0.24% eran hispanos o latinos de cualquier raza.